# Tempe Fossae
Tempe Fossae és una estructura geològica del tipus fossa a la superfície de Mart, situada amb el sistema de coordenades planetocèntriques a 52.35 ° de latitud N i 309.86 ° de longitud E. Fa 2.116,24 km de diàmetre. El nom va ser fet oficial per la UAI l'any 1973 i pren el nom d'una característica d'albedo localitzada a 40 ° de latitud N i 70 ° de longitud O.